# Steven Lee Smith
Steven Lee Smith (Phoenix, 30 dicembre 1958) è un ex astronauta statunitense. Ha partecipato alle missioni spaziali Shuttle STS-68, STS-82, STS-103 e STS-110 come specialista di missione.

## Biografia
Si è diplomato nel 1977 a San Jose e ha in seguito frequentato la Stanford University. Ha lavorato dal 1982 al 1989 presso l'IBM per poi essere scelto dalla NASA nel 1992. Smith ha preso parte a quattro missioni spaziali: STS-68, STS-82, STS-103 e STS-110.
Il 30 settembre 1994 ha lasciato la Terra per la prima volta, come specialista di missione con lo Space Shuttle Endeavour. La sua ultima missione è dell'aprile 2002 con lo Space Shuttle Atlantis. Steven Smith ha poi lasciato i viaggi spaziali per lavorare con l'Automated Transfer Vehicle, sempre per la NASA.